# 爱在星空下
爱在星空下是中國大陸的一部都市剧，2017年殺青，2021年3月17日在浙江卫视首播，該劇劇情主要講述的是娛樂圈演員的生活。贾乃亮和陈意涵在劇中分別飾演饰人氣演員苏星与小鎮姑娘孙小艾。

## 電視劇歌曲
| 曲序 | 曲目               | 演唱         |
| ---- | ------------------ | ------------ |
| 1.   | 我就是我（片頭曲） | 汪蘇瀧       |
| 2.   | 星空下（片尾曲）   | 金玟岐       |
| 3.   | 無耻之徒（插曲）   | 金玟岐       |
| 4.   | 遠遠近近（插曲）   | 徐良，孟慧圓 |
| 5.   | 起點（插曲）       | 王璟彥       |